# かたぱん (京都)
かたぱん（KATAPAN）は、京都市南区の「かたぱん屋 亀井商店」（慶応2年（1866年）創業）の名物スイーツ。

## 概要
亀井商店では「まるぱん」、「さんかく」、「かたぱん」の3種類を販売しており、屋号にもなっている「かたぱん」が総称である。
亀井商店は『ごきげんライフスタイル よ〜いドン!』（関西テレビ）で「となりの人間国宝さん」にも認定されている。

## まるぱん
ホットケーキに似た生地を鉄板で焼いたホットケーキ状のスイーツ。じっくりと焼き上げるため、ホットケーキと比べるとやや固い。

## さんかく
まるぱんと同じ生地をまるぱん同様に鉄板で焼くが、生地の中が焼き上がる前の半ナマの状態で三角形に折りたたんだもの。材料は同じであるが、まるぱんより甘みを感じる。

## かたぱん
炭火を使い、まるぱんを一晩乾燥させて水分を抜いたもの。とても固く、手で力任せに砕く、あるいは金槌などで叩いて砕いておかないとと噛むのが難しい。砕いて小さくなった状態でも噛み難いため、唾液の水分を吸って柔らかくなってから噛む、温かいコーヒーや紅茶、牛乳に浸して柔らかくして食べる。
防腐剤などは使用されていないが、常温で3か月は保存ができる。